# Bătălia din Pădurea Hürtgen
Bătălia din Pădurea Hürtgen (în limba germană Schlacht im Hürtgenwald) este numele cu care este cunoscută o serie de lupte violente duse între forțele terestre ale SUA și Germaniei Naziste în timpul celei de-a doua conflagrații mondiale în Pădurea Hürtgen. A fost cea mai lungă bătălie care a avut loc pe teritoriul german în timpul conflagrației mondiale și este cea mai lungă bătălie a trupelor terestre americane din întreaga lor existență. Bătălia s-a desfășurat în perioada 19 septembrie – 16 decembrie 1944 pe un teritoriu de apoximativ 130 km2  aflat la est de frontiera belgiano-germană. 
Americanii au avut ca obiective inițiale blocarea forțelor germane din zonă pentru ca să le împiedice să sprijine liniile frontului de la nord în timpul bătăliei de la Aachen. La Aachen, aliații duceau lupte de tranșee în mijlocul unei rețele de orașe și sate întărite, interconectate cu fortificații de câmp, obstacole antitanc și câmpuri minate. Este posibil ca un al doilea obiectiv să fi fost executarea unei manevre de ocolire prin flanc a frontului german. 
Obiectivele tactice inițiale ale americanilor au fost cucerirea orașelor Schmidt și Monschau. Într-o a doua fază, aliații doreau să înainteze spre râul Rur ca parte a Operațiunii Regina. 
Generalfeldmarshall Walter Model urmărea să blocheze pentru multă vreme atacul aliaților. Dacă el s-a implicat destul de puțin în coordonarea luptelor de la Arnhem, el s-a interesat zilnic asupra situației din Hürtgen, a ordonat încetinirea înaintării aliaților, provocarea unor pierderi cât mai mari atacatorilor prin folosirea la maxim a avantajelor oferite de fortificațiile numite de germani Westwall, iar de aliați ca Linia Siegfried. Odată însă cu declanșarea Ofensivei din Ardeni, interesul feldmareșalului pentru Hürtgen a dispărut practic. 
Luptele din Pădurea Hürtgen au provocat Armatei I SUA pierderea a cel puțin 33.000 de oameni (morți și răniți) – personal combatant și necombatant. Pierderile germane s-au ridicat la aproximativ 28.000 de oameni. Orașul  Aachen a fost cucerit de aliați pe 22 octombrie, Armata a 9-a SUA plătind un preț greu în oameni și materiale. Atacul Armatei a 9-a spre râul Rur nu s-a desfășurat conform planurilor, americanii nu au reușit să traverseze cursul râului sau să obțină controlul asupra barajelor. Regiunea triunghiulară a Ruhrului a fost în cele din urmă curățată de elementele germane în perioada 14-26 ianuarie 1945 în cadrul Operațiunii Blackcock.
Luptele din Pădurea Hürtgen au provocat pierderi atât de mari, încât au mai fost numite „înfrângerea de cea mai mare amploare” a aliaților, meritul principal al reușitei germanilor fiind acordat lui Model.:391
Germanii au apărat cu înverșunare zona pentru două motive. Primul era acela că regiunea urma să fie folosită ca zonă de concentrare pentru ofensiva de iarnă (Unternehmen „Wacht am Rhein”) pe care o pregăteau germanii, care avea să se transforme în Ofensiva din Ardeni. Al doilea motiv era interzicerea accesului aliaților spre barajul de pe Ruhr, care asigura formarea lacului artificial Rurstausee. Deschiderea acestui baraj fi dus la inundarea zonelor joase din aval și ar fi interzis traversarea de către aliați a râului. 
Aliații au reușit să înțeleagă motivația puternicei rezistențe germane doar după ce au înregistrat o serie de eșecuri dureroase. Germanii au reușit să păstreze controlul asupra regiunii până când au lansat ultima lor mare ofensivă de pe frontul de vest – cea din Ardeni.

## Cadru general
La mijlocul lunii septembrie a anului 1944, înaintarea aliaților după reușita debarcării din Normandia și-a încetinit viteza datorită lungirii liniilor de aprovizionare și a reorganizării apărării germane. Următorul obiectiv strategic al aliaților a fost înaintarea până pe linia Rinului și pregătirea traversării fluviului. 
Armata I americană comandată de Courtney Hodges a întâmpinat o rezistență puternică în timpul atacului prin culoarul de la Aachen și s-a simțit amenințată de prezența trupelor germane din pădurea Hürtgen, unde aceștia din urmă  puteau constitui o bază de atac. Deși comandatul Diviziei I de infanterie SUA a cerut garnizoanei orașului să capituleze, germanii au rezistat până pe 22 octombrie. 
Comandanții americani au considerat că este necesar de asemenea să îndepărteze amenințarea pe care o reprezenta barajul de pe Ruhr. Apa lacului de acumulare putea fi eliberată de germani, transformând în terenuri mlăștinoase căile de înaintarea în aval ale aliaților. Comandanții americani Bradley, Hodges și Collins au ajuns la concluzia că cel mai scurt drum spre baraj traversează pădurea.:239
Istoricii militari sunt de altă părere însă. Istoricul american Charles B. MacDonald a descris acțiunile din pădurea Hürtgen ca fiind „o bătălie prost concepută și esențialmente inutilă, care putea fi evitată”. :239

### Geografia regiunii

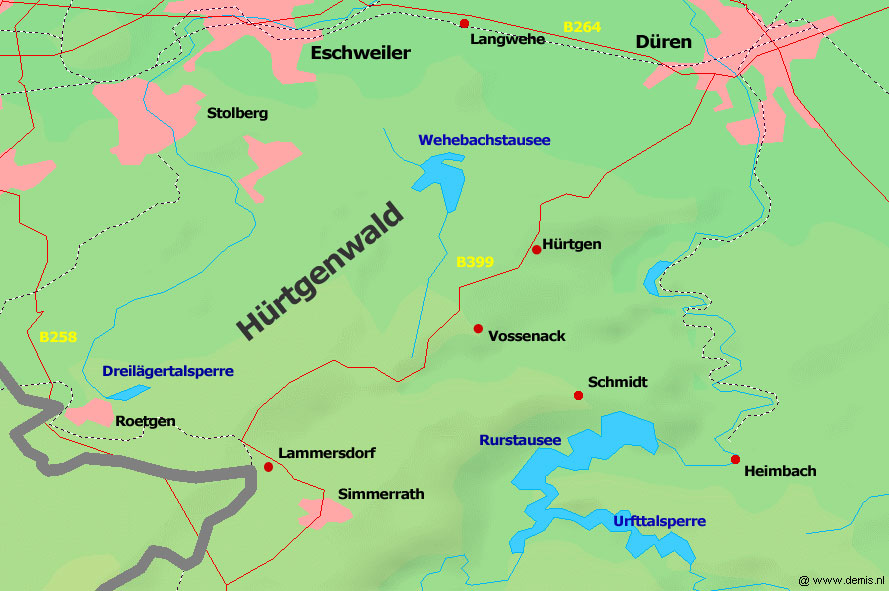
O hartă a regiunii unde s-a desfășurat bătăila

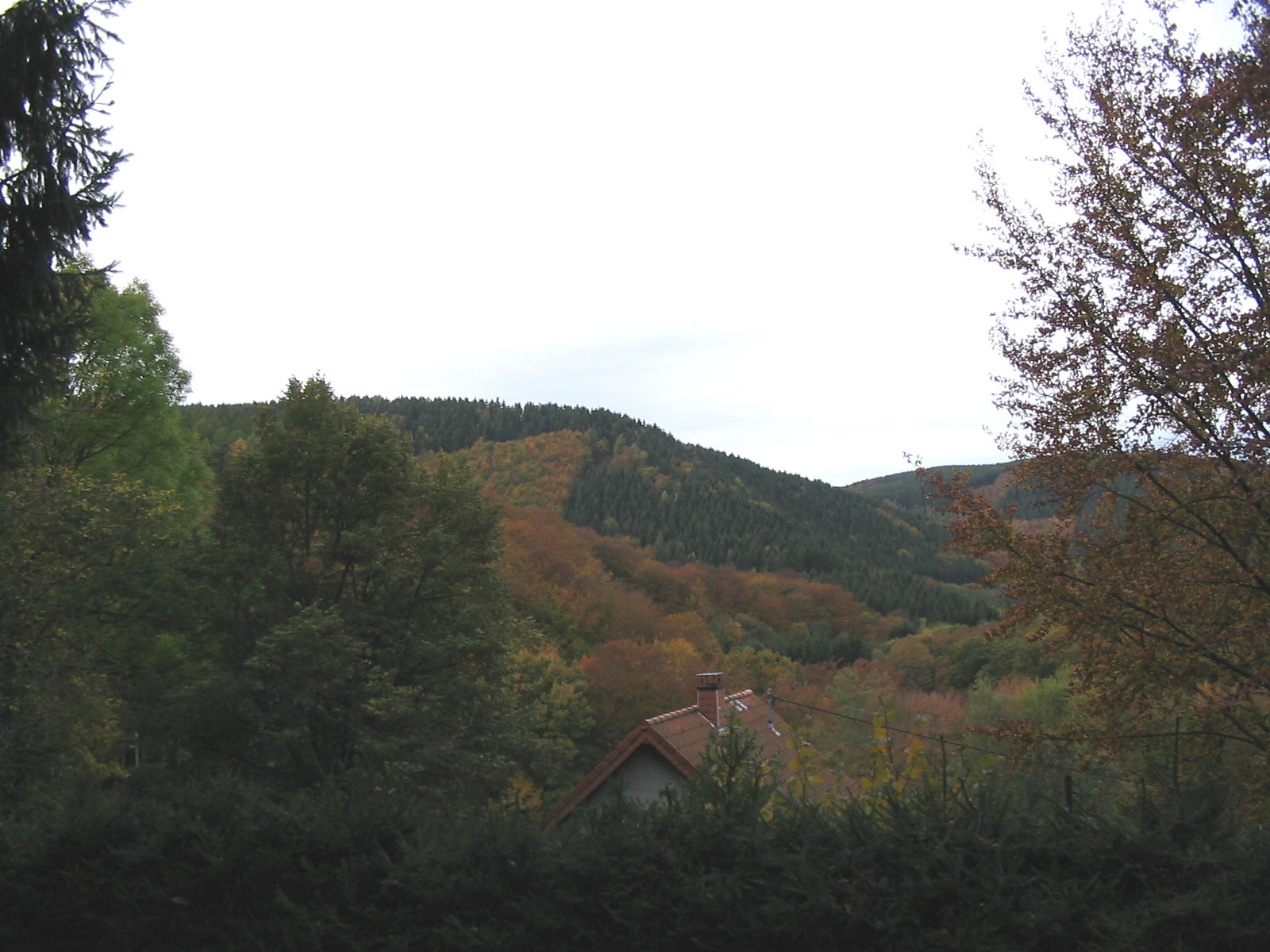
Vedere spre apus peste Valea Kall.

Pădurea  Hürtgen ocupă o regiunea accidentată dintre cursul râului Rus și orașul Aachen. Pădurea deasă de conifere este tăiată de câteva drumuri, poteci și întreruptă de luminișuri. Transportul cu mijloace mecanizate este dificil. În toamna anului 1944 și la începutul iernii care a urmat, vremea a fost rece și umedă, iar condițiile meteo au interzis de obicei zborul avioanelor în zonă. La nivelul solului, condițiile au variat de la pământ mocirlos la pământ înghețat acoperit de zăpadă. 
Germanii s-au pregătit pentru apărare construind cazemate, plasând câmpuri minate, sârmă ghimpată și capcane ascunse de zăpadă înaltă. În regiune au existat și numeroase buncăre, cele mai multe aparținând sistemului de apărare în adâncime ale Liniei Siegfried. Pădurea deasă le permitea germanilor să desfășoare acțiuni de infiltrare și de ocolire prin flanc. Americanii nu au reușit de cele mai multe ori să stabilească o linie a frontului și nu au fost siguri nici după acțiuni desfășurate cu succes că au curățat o regine de toate elementele inamice. Numărul redus de drumuri și de zone defrișate le-a permis de asemene germanilor să își regleze cu precizie tirul mitralierelor și mortierelor și tunurilor. În afară de condițiile meteo vitrege, pădurea deasă și terenul accidentat a împiedicat valorificare de către aliați a superiorității lor aeriene, piloților fiindu-le foarte greu să identifice țintele de la sol. 
Avantajele pe care le aveau americanii în fața germanilor – superioritatea numerică de 5:1, calitatea și cantitatea blindatelor, mobilitatea trupelor mecanizate și superioritatea aeriană – au fost reduse de vremea proastă și de terenul accidentat și împădurit. În condițiile din acea iarnă, un număr relativ mic de apărători bine pregătiți și hotărâți au reușit să lupte foarte eficient împotriva atacatorilor americani. Pentru ca situația să fie și mai dificilă pentru aliați, în condițiile în care diviziile americane înregistraseră o rată a pierderilor foarte ridicată, au fost mobilizați în zonă recruți neexperimentați.:454, 468–69
Pădurea greu de străbătut și apărătorii germani bine camuflați echipați cu lansatoare de grenade antitanc panzerfaustau limitat la maxim folosirea blindatelor. La rândul lor, americanii au improvizat lansatoare mobile de rachete folosind tuburi lansatoare luate de la avioane și jeepuri modificate. Pe parcursul luptelor, americanii au înțeles necesitatea deschiderii unor noi drumuri pentru blindate prin pădure. Transportul cu orice tip de vehicule era la rândul lui puternic limitat de lipsa drumurilor. În timpul luptelor, orice misiune de aprovizionare, de transfer de trupe de rezervă pentru unitățile din prima linie sau de evacuare a răniților a fost foarte dificil de executat. Pe de altă parte, acțiunile germanilor erau îngreunate cam de aceleași tipuri de dificultăți. În plus, situația germanilor era înrăutățită mai mult de pierderile mari suferite în timpul retragerii din Franța, efectivele fiind completate cu adolescenți sau cu bărbați prea bătrâni pentru ca să mai fie potriviți pentru serviciul militar. Transportul era de asemenea o problemă generată de calitatea și numărul drumurilor, dar și de lipsa de mijloace de transport și combustibil. O bună parte a proviziilor au fost transportate cu mijloace improvizate sau de cărăuși până pe linia frontului. Avantajul principal al germanilor era însă experiența comandanților și a multor dintre soldați, care luptaseră pe diferite fronturi o lungă perioadă de timp și își însușiseră deprinderile necesare luptei în condiții de iarnă sau în teren împădurit. Americanii, în ciuda stagiilor de pregătire pe care le urmaseră, erau în cea mai mare parte neexperimentați. 
Coroanele înalte ale copacilor erau de asemenea un factor în favoarea defensivei. Proiectilele de artilerie au fost reglate să explodeze la nivelul coroanei arborilor. În timp de germanii erau protejați de tranșee împotriva schijelor proiectilelor și așchiilor rupte din copaci de explozii, atacatorii, care operau în loc deschis, se aflau în poziții vulnerabile. Spre deosebire de germani, care căutau să se adăpostească în tranșee săpate în zonele împădurite, artileriștii americani aveau nevoie să găsească luminișuri pentru declanșarea atacurilor. Aceste zone neîmpădurite erau puține și identificate cu precizie de germani. Aceasta făcea ca sprijinul de artilerie pentru pușcașii americani de pe linia frontului să fie rareori disponibil. 

### Forțele aflate în luptă
Pădurea Hürtgen s-a aflat în zona de responsabilitate a Armatei I SUA comandată de generalul Courtney Hodges.  Comana operațiunilor a fluctuat între Corpurile V și VII.
Inițial, pădurea era apărată de Diviziile germane de infanterie a 275-a și a 353-a. Diviziile comandate de generalul Hans Schmidt erau cu efectivele incomplete, dar cei 5.000 de militari (din care 1.000 în rezervă) erau experimentați și bine pregătiți. Germanii dispuneau de puține piese de artilerie. Pe timpul desfășurării luptelor, comandanții germani au trimis în zonă mai multe mari unități pentru întărirea defensivei. 
Optimismul comandanților americani, care se așteptaseră ca trupele germane să fie slabe, demoralizate și gata să se retragă, a fost contrazis de desfășurarea luptelor. 

#### Americanii
- Divizia I de infaterie
- Divizia a 4-a de infanterie
- Divizia a 8-a de infanterie
- Divizia a 9-a de infanterie
- Divizia a 28-a de infanterie
- Divizia a 82-a aeropurtată
- Divizia a 83-a de infanterie
- Divizia a 104-a de infanterie
- Divizia a 121-a de infanterie
- Divizia a 3-a blindate
- Divizia a 7-a blindate
- Batalionul al 2-a comando
- Flotila a 366-a aviație de vânătoare

#### Germanii
- Divizia a 85-a de infanterie
- Divizia a 89-a de infanterie
- Divizia a 275-a de infanterie
- Divizia a 344-a de infanterie
- Divizia a 347-a de infanterie
- Divizia a 353-a de infanterie
- Divizia de parașutiști a 3-a
- Divizia a 3-a Panzergrenadier
- Divizia a 116-a blindate
- Divizia a 12-a Volksgrenadier
- Divizia a 47-a Volksgrenadier
- Divizia a 246-a Volksgrenadier
- Divizia a 272-a Volksgrenadier
- Divizia a 326-a Volksgrenadier

## Luptele

### Prima fază
În această fază, luptele s-au concentrat în zona orașului Schmidt, în care se afla o importantă cale de aprovizionare a trupelor din partea sudică a pădurii. 
Luptele au început pe 19 septembrie 1944 cu un atac de tatonare efectuat de Regimentul al 60-lea de infanterie SUA împotriva pozițiilor germane din Pădurea Hürtgen. Atacul american a fost rapid respins de germani. Americanii au avut mari probleme de deplasare pe drumurile înguste, cu bombardamentele inamice și focul de mitraliere al germanilor, care mătura toate spațiile libere prin care se încerca deplasarea. În aceste condiții, reaprovizionarea trupelor aflate în poziții avansate sau evacuarea răniților era grea, sau chiar imposibilă. 
Situația grea a atacatorilor nu a fost depășită nici în zilele care au urmat. Pe 16 octombrie, frontul înaintase cu mai puțin de 3 km, dar cu costul pierderii a 4.500 de militari. Pe 16 octombrie, în zonă a fost adusă Divizia a 28-a de infanterie americană, care trebuia să înlocuiască trupele epuizate și cu efectivele împuținate. 
Divizia a 28-a a primit întăriri – blindate, vehicule șenilate de transport și sprijin aerian sporit. Dintre cele trei regimente ale sale, unul a primit ca sarcină apărarea flancului nordic, altul atacarea localității Germeter, iar cel de-al treilea cucerirea orașului Schmidt, obiectivul principal al acțiunii. Regiunea era caracterizată de terenul foarte accidentat, cu un drum care se întindea de-a lungul defileului Kall al unui râu adânc. În zona nu puteau fi folosite tancurile, în ciuda faptului că infanteriștii aveau mare nevoie de sprijinul blindatelor. 

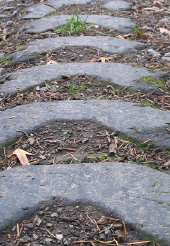
O șenilă a unui blindat SUA care a fost lovit și incendiat în Valea Kall. Bucata de șenilă fierbinte s-a încastrat în asfaltul drumului

Atacul Diviziai a 28-a a fost declanșat pe 2 noiembrie. Germanii se pregătiseră pentru apărare și erau gata să respingă asaltul inamic. Regimentul al 109-lea de infanterie americană a fost oprit în înaintare după ce a întâlnit un câmp de mine nesemnalizat pe hărți. Mai apoi, regimentul a devenit ținta atacurilor de artilerie și a contraatacurilor germane. După două zile de lupte, americanii au reușit să înainteze doar o milă, iar regimentul american și-a oprit înaintarea datorită pierderilor foarte mari. 
Regimentul al 112-lea de infanterie americană a atacat Vossenack și înălțimile din apropiere, pe care le-a ocupat pe 2 noiembrie. Americanii au fost opriți în Valea Kall de puternica defensivă germană favorizată de terenul accidentat. 
Regimentul al 110-lea a trebuit să curețe pădurea de elementele germane în preajma cursului râului Kall, să cucerească localitatea Simonskall și să cucerească și păstreze controlul asupra unei căi de comunicație pentru aprovizionare pentru trupele care atacau Schmidt. Misiunea americanilor s-a dovedit și în acest caz greu de îndeplinit datorită condițiilor meteo nefavorabile, a terenului nefavorabil atacului, a lucrărilor defensive bine gândite și a hotărârii apărătorilor. Condițiile meteo nefavorabile a împiedicat aviația aliată să asigure orice formă de sprijin trupelor terestre până  pe 5 noiembrie. 
Deși Regimentul al 112-lea a cucerit Schmidt pe 3 noiembrie și a întrerupt rutele pentru aprovizionarea Monschaului, americanii nu au reușit să își stabilească propriile rute de aprovizionare, transport al rezervelor sau de evacuare a răniților, deoarece drumul de pe Valea Kall a fost blocată. Un contraatac puternic al blindatelor Diviziei a 116-a Panzer și al infanteriștilor Diviziei a 89-a germane a dus în cele din urmă la alungarea americanilor din Schmidt. Regimentul al 112-lea american nu a mai reușit să organizeze un contraatac și, pentru următoarele două zile, a dus lupte grele pentru ca să-și păstreze pozițiile de la periferiile Schmidtului.
Pr 6 noiembrie, Regimentul al 12-lea de infanterie americană a fost detașat din cadrul Diviziei a 4-a și trimis pentru întărirea Diviziei a 28-a americană. 
Infanteriștii americani ai diviziei a 28-a au atacat la începutul lunii noiembrie  1944 traversând podul de peste râul Kall pentru cucerirea satului Schmidt. După câteva zile de lupte, tactica germană cunoscută neoficial ca Allerseelenschlacht (măcelul tuturor sufletelor) a provocat un adevărat dezastru pentru americani. În timp ce americanii au încercat să se retragă peste podul Kall spre Vossenack, cea mai mare parte a văii Kall era deja sub controlul germanilor. Doctorul german Hauptmann Günther Stuettgen a negociat încetarea focului pentru perioada 7–12 noiembrie, perioadă în care să fie evacuați răniții ambelor tabere. În această perioadă, paramedicii germani au salvat viețile unor soldați germani prin intervențiile lor.
La Vossenack, Batalionul a 2-lea al Regimentului 112 a fost decimat de bombardamentele de artilerie, iar supraviețuitorii au fugit panicați în fața atacului infanteriei germen. Debandada retragerii a încetat doar după ce în regiune au apărut două plutoane de tancuri și distrugătoare de tancuri, sprijinite de două companii de geniști. Luptele pentru cucerirea localității Schmidt au continuat până pe 10 noiembrie. După această dată, pozițiile din regiunea localității Schmidt și a văii Kall au fost abandonate. Americanii aveau să cucerească regiunea doar în feruarie, când au fost aduși în zonă parașutiștii Diviziei a 82-a aeropurtată.

### Faza a doua
A doua fază  a luptelor a fost parte a Operațiunii Queen, atacul aliaților spre cursul râului Ruhr. În această fază, Divizia a 4-a americană a trebuit să curețe de elementele germane partea de nord a pădurii între Schevenhütte and Hürtgen, să cucerească Hürtgen și să inainteze spre Ruhr la sud de Düren. Începând cu 10 noiembrie, această acțiune a fost responsabilitatea Corpurilor VII și a fost o parte a efortului Corpului pentru atingerea aliniamentului Ruhrului. Divizia a 4-a nu avea și alte obiective în afara de cele din Pădurea Hürtgen, deși Regimentul al 12-lea de infanterie era deja implicat în acțiune la Schmidt, ceea ce lăsa ca doar două regimente ale diviziei să mai fie folosite pentru atingerea obiectivelor originale. Corpul al VII-lea SUA lupta cu forțele germane ale Corpului LXXXI, compus din divizii cu efectivele incomplete. În pădurea Hürtgen, germanii aveau poziționată Divizia a 275-a de infanterie – aproximativ 6.500 de oameni și 150 de piese de artilerie. Infanteriștii germani ocupau poziții în tranșee solid construite și erau bine pregătiți pentru luptă. 
În jurnalul de front al americanilor este descrisă concis desfășurarea evenimentelor: 
Armata I a Corpului VII (SUA) a atacat pe 16 noiembrie 1944 cu Div[izia] I de inf[anterie], Div 4 inf, Div 104 inf și CCR [Combat Command Reserve] 5 AD [Divizia Blindată] pentru curățarea pădurii Huertgen și deschiderea căii de înaintare pentru Armatei I spre râul Ruhr. După lupte grele, duse în principal de Divizia de infanterie a 4-a, atacul Corpului VII a fost oprit. Corpul V a intrat în luptă pe 21 noiembrie 1944. Atacând cu Div 8 inf și CCr AD, Corpul V a reușit să cucerească Huertgen după lupte dificile pe 28 noiembrie 1944. 
Atacul a fost declanșat pe 16 noiembrie. Cele două regimente de infanterie au atacat în coloane paralele: Regimentul 8 de-a lungul marginii de nord-est al pădurii spre Düren, iar Regimentul 22, mai spre sud, pe o direcție paralelă. Flancurile neapărate ale regimentelor de infanterie au permis germanilor să își infiltreze elementele diversioniste și să provoace pierderi importante atacatorilor. Tacticile similare aplicate de americani în Pădurea Hürtgen au fost un generator de dezastre. 

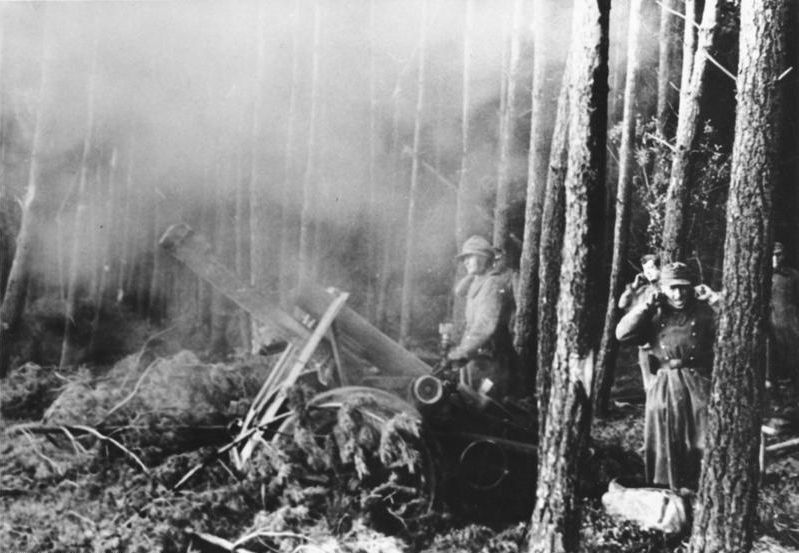
Tun de mare calibru german atacând forțele americane pe 22 noiembrie 1944 în pădurea Hürtgen

Atacurile Regimentului 8 de infanterie de-a lungul cursului pârâului Rother Weh a întâmpinat o rezistență puternică din partea germanilor și au fost respinse în cele din urmă, americanii suferind pierderi grele. Regimentul 22 a eșuat în tentativa de cucerire a pădurii Rabenheck, fiind respinși de germani cu tiruri intense de mitraliere și artilerie. Regimentul 22 a pierdut în primele trei zile ale atacului 300 de militari – soldați, subofițeri și ofițeri. 
Pe 18 noiembrie s-a ajuns la concluzia că este necesar sprijinul tancurilor, iar geniștii au început să deschidă cu explozivi drumuri de acces pentru blindate prin desișul pădurii. În ciuda tuturor eforturilor, comunicațiile și transporturile au rămas o problemă pentru americani, iar un nou atac al aliaților a trebuit să fie oprit din cauza crizei de muniție și pentru evacuarea răniților. Germanii au primit întăriri din partea Diviziilor de infanterie 344 și 353, defensiva devenind și mai puternică. 
În această situație, conducerea operațiunilor a fost trecută din nou pe 21 noiembrie Corpului V, iar Divizia a 8-a de infanterie a atacat de-a lungul Văii Weisser spre Hürtgen. Regimentul 121 a întâmpinat o rezistență foarte puternică și, în ciuda sprijinului asigurat de blindate, americanii au înaintat cam 500-600 de metri zilnic. Hürtgen a fost cucerit pe 29 noiembrie, iar luptele au continuat la Kleinhau, cam 1,5 km mai la nord. 
Atacul final din Pădurea Hürtgen a fost dat la  Langerwehe-Merode, în partea de nord-est a pădurii. Două companii americane au cucerit satul, dar au fost mai târziu decimate și alungate de pe pozițiile ocupate de contraatacul germanilor. În raportul zilnic al Înaltului comandament al Wehrmachtului (Oberkommando des Heeres (OKH)) din 27 noiembrie, era cosemnat în zona de pătrundere veche Langerwehe, inamicul (americanii) au cucerit teren.
Elemente ale Diviziilor de infanterie americană 8 și 28 au înaintat mai târziu spre Brandenberg. Divizia a 28-a a suferit pierderi grele în pădurea Hürtgen, la fel ca Diviziile a 9-a și a 4-a de infanterie, care luptaseră mai înainte în regine. Pe 14 noiembrie, Batalionul al 2-lea al Regimentului 75 de elită (Rangers) a fost mutat în zonă pentru înlocuirea subunităților Regimentului 112 de infaterie. Pe 6 decembrie, nou sosiții s-au deplasat spre Bergstein, după care au cucerit pozițiile strategice de pe Cota 400, de unde au alungat germanii din Regimentul 900 grenadieri. După o săptămână, americanii aveau să cucerească orașele Gey și Strass.
Luptele de pe Linia Siegfried au constat forțele militare implicate în lupte până pe 15 decembrie pierderea sau rănirea a 250.000 de soldați aliați și germani. Armatele americane I și 9 au pierdut 57.039 de oameni (morți, răniți, prizonieri sau dispăruți în misiune). Alți 71.654 de militari au suferit accidente sau s-au îmbolnăvit în spatele frontului – pneumonie, degerături șa. Se apreciază că germanii au pierdut 12.000 de morți, 95.000 de prizonieri. Numărul soldaților germani care au fost răniți nu este cunoscut cu certitudine.:616

## Urmări

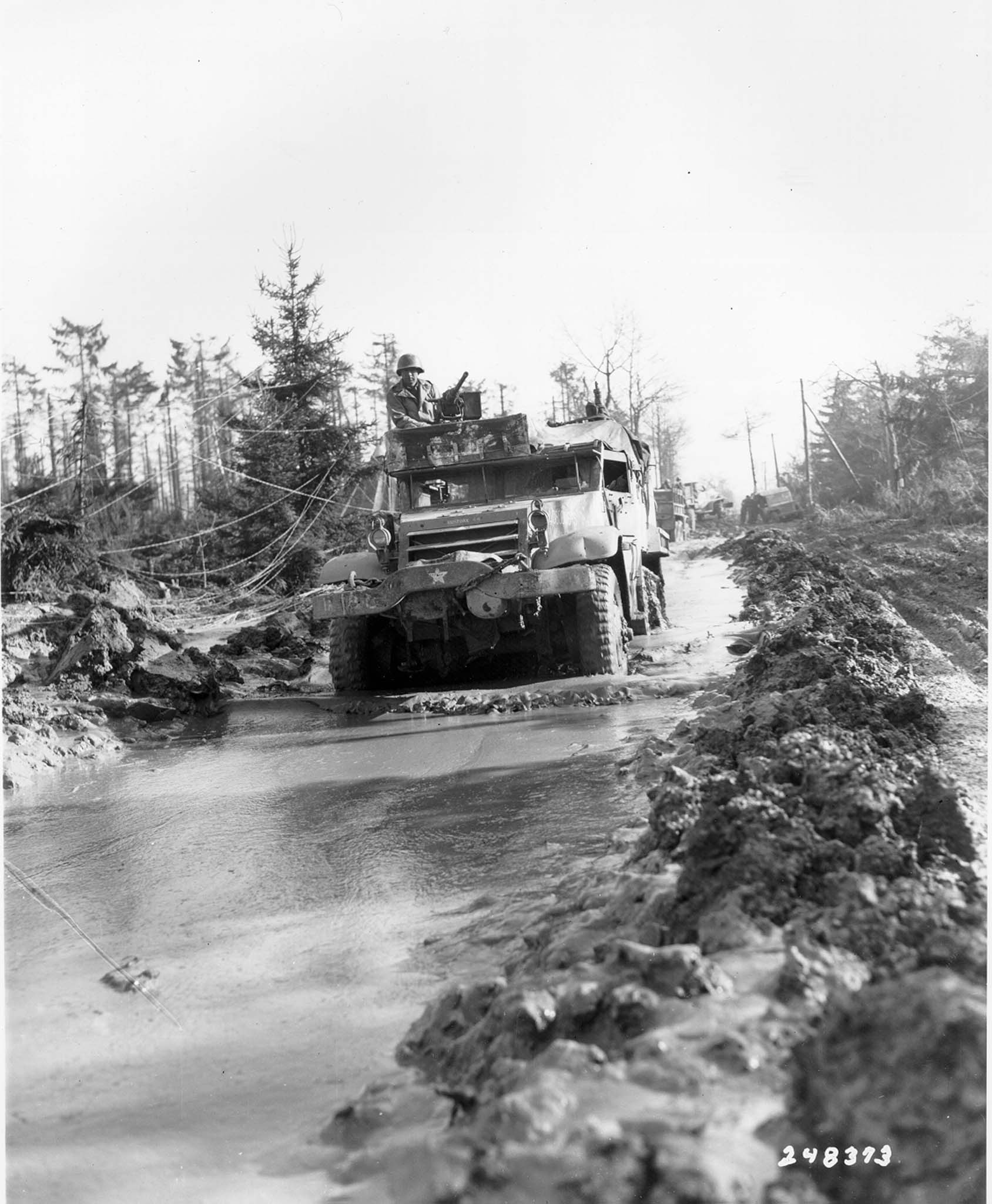
Un camion șenilat al Regimentului 16 infanterie SUA în deplasare prin Pădurea Hürtgen, 15 februarie 1945

Pe 16 decembrie 1944, germanii au declanșat Ofensiva din Ardeni. Acțiunea germană i-a luat prin surprindere totală pe Aliați. Germanii au aruncat în luptă 30 de divizii, printre care Leibstandarte SS Adolf Hitler, 2. SS-Panzer-Division Das Reich și 12. SS-Panzer-Division „Hitlerjugend. Atacul german a creat o pungă largă în liniile americane, cu o adâncime maximă de aproape 100 km. Germanii nu au reușit însă să își îndeplinească obiectivul în sectorul nordic al frontului.
Obiectivul principal al germanilor era deschiderea unor căi sigure de deplasare în nord care să asigure accesul direct la portul Antwerp. Misiunile trupelor germane au eșuat. Armata a 6-a Panzer comandată de SS-Oberstgruppenführer Sepp Dietrich a fost selectată să desfășoare atacul principal. Sepp Dietrich a avut ca obiectiv principal cucerirea orașului Antwerp. Cu toate eforturile depuse, germanii nu au reușit să ajungă în apropierea orașului, neputând să treacă de defensiva americană (Divizia I de infanterie, Divizia a 2-a de infanterie, Divizia a 9-a de infanterie și Divizia a 99-a de infanterie) de la  vest de orașul Elsenborn. Leibstandarte SS Adolf Hitler, care a fost principala forță de atac a Armatei a 6-a blindate, nu parcurs decât jumătate din drumul până la Meuse.
Germanii au obținut un succes parțial. Atacul german a depășit pozițiile Diviziei a 106-a de infanterie americană, din cadrul căreia două regimente s-au predat practic fără luptă. În cele din urmă, germanii au cucerit controlul asupra drumului de importanță strategică și a rețelei de cale ferată de la Sankt Vith. Dar germanii nu au reușit să înainteze dincolo de acest oraș, Divizia a 7-a blindate americană, restul regimentelor Diviziei a 106-a de infanterie și unități din cadrul Diviziei a 28-a infanterie și Diviziei a 9-a blindate americane au rezistat pe pozițiile defensive din vestul localității. Germanii nu au reușit să cucerească orașul de importanță strategică Bastogne și au fost forțați să îl ocolească. Deși au înaintat până la câțiva kilometri de râul Meuse, atacul germanilor a fost în cele din urmă oprit  pe linia defensivă asigurată de Divizia a 8-a de infanterie, Divizia a 104-a de infanterie, Divizia a 82-a aeropurtată și Divizia a 101-a aeropurtată americane. 
Ofensiva din Ardeni a fost oprită definitiv la începutul lunii ianuarie, când forțele germane din partea de nord a pungii au fost oprite în fața defensivei puternică americană, în condițiile în care geniștii au distrus podurile, iar unitățile mecanizate ale atacatorilor au rămas fără combustibil. la începutul lunii februarie, americanii au declanșat atacul final al pozițiilor germane din Pădurea Hürtgen. Pe 10 februarie, americanii au preluat controlul asupra digului de pe Ruhr. Germanii au reușit cu o zi mai devreme să inunde valea Ruhrului, după ce blocaseră stăvilarele pe poziția deschis. Traversarea cursului Rinului de către forțele americane a fost întârziată cu două săptămâni, timp în care apele s-au retras. 

### Pierderi

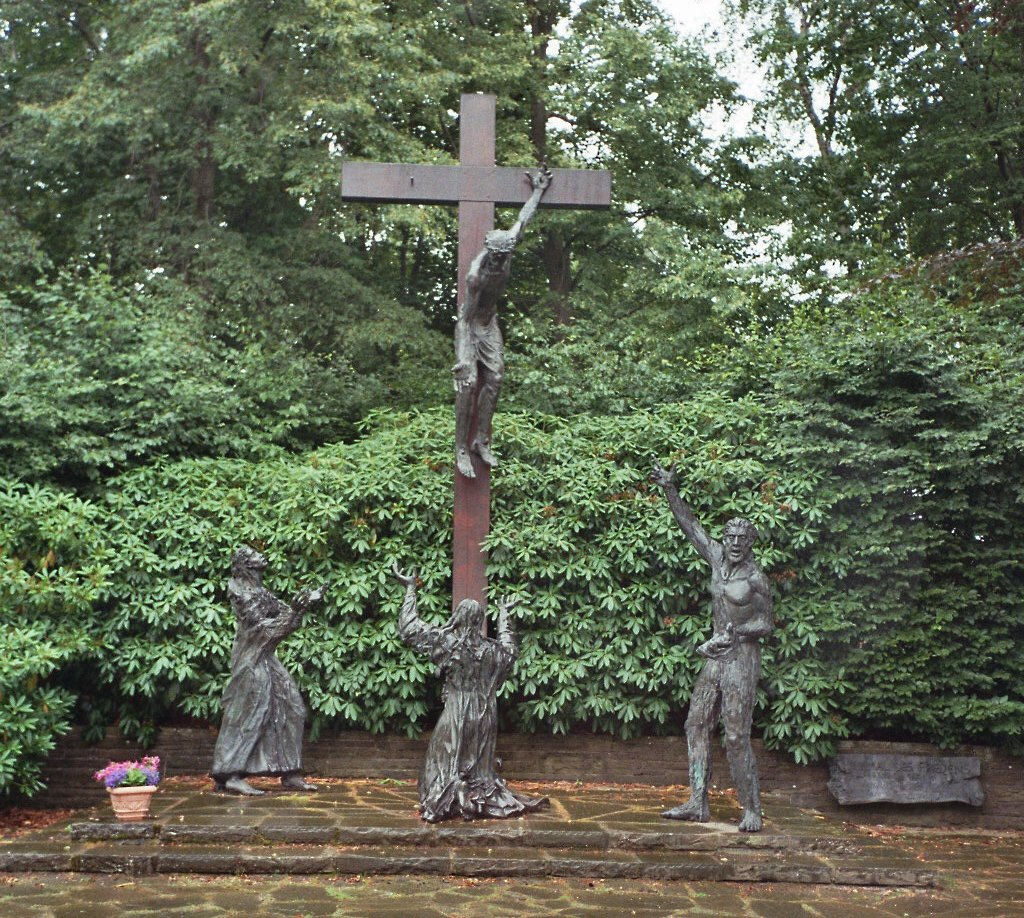
Monument din Vossenack în memoria celor căzuți în luptele din Pădurea Hürtgen

Americanii au pierdut 33.000 de soldați în cursul luptelor, iar germanii peste 28.000 de militari. 

### Cinstirea unui fost inamic
În Cimitirul militar german Hürtgen, veteranii Diviziei a 4-a de infaterie SUA au ridicat un monument  în memoria locotenentului Friedrich Lengfeld⁠(de)[traduceți] (29 septembrie 1921 – 12 noiembrie 1944). Tânărul ofițer german a murit după ce a suferit răni grave pe când încerca să ajute un soldat american rănit să iasă din câmpul minat Wilde Sau. Acesta este unicul monument ridicat de foștii inamici unui soldat german într-un cimitir militar german.

### Monumentul „Timpul vindecării "

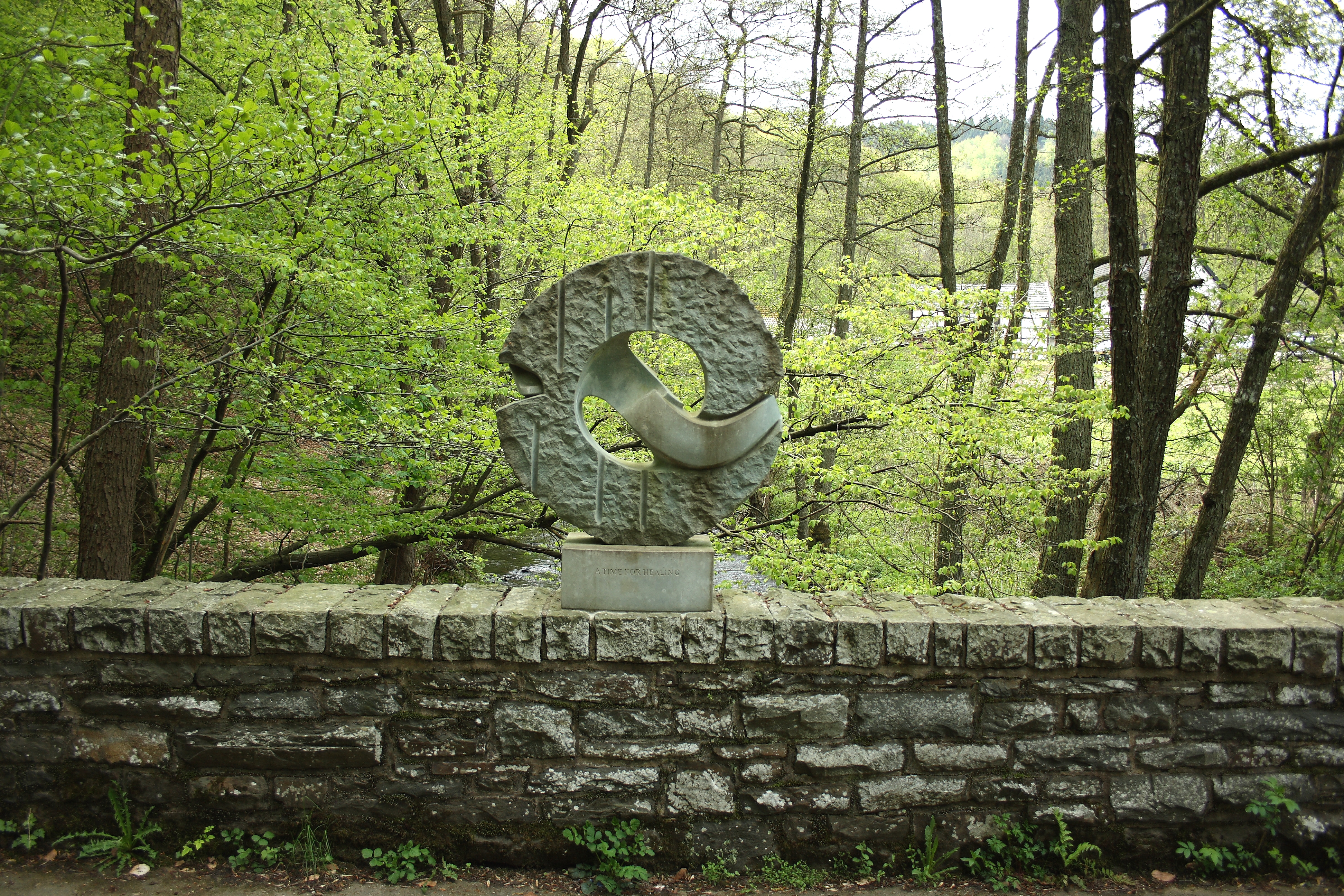
Monumentul de pe podul Kall

Un monument de pe podul Kall amintește de momentul de omenie apărut printre ororile războiului. A fost dedicat la sărbătorirea oficială a celei de-a 60-a aniversare a încetării focului de pe podul Kall (7 noiembrie 1944).

## Analiza din perspectiva istoricilor militari
Istoricii militari au deschis o dezbatere cu privire la planul american pentru cucerirea pădurii Hürtgen. Una dintre analizele făcute:240–241 ajunge la concluzia că planificatorii americani au subestimat forța și hotărârea soldaților germani, apreciind greșit că spiritul combativ al apărătorilor a fost distrus de victoriile aliaților din Normandia și după distrugerea Pungii Falaise. 
În același timp, comandanții americani nu au înțeles caracterul de netrecut al densei păduri Hürtgen. Ei nu au înțeles faptul că în condițiile din Hürtgen, trupele terestre nu pot beneficia de sprijinul aviației, iar tirul artilerie era extrem de imprecis. Comandații americani nu au înțeles că principalele avantaje ale aliaților – mobilitatea și sprijinul aerian – ar fi fost valorificate doar prin deplasarea către sud-est în câmp deschis, ocolirea pădurii și, mai apoi, schimbarea direcției atacului spre nord-est, spre obiectivele finale.
În plus, forțele americane s-au concentrat în satul Schmidt și nu au avut inițiativa cuceririi digului de pe Rur și nici nu au recunoscut importanța cotei 400 decât într-o fază târzie a luptelor.
Turiștii pot să viziteze în zilele noastre un muzeu în Vossenack, câteva buncăre de pe  Linia Siegfried și să străbată ceea ce a fost odată „Ruta Kall”. 